# Haptenchelys
Haptenchelys – rodzaj ryb promieniopłetwych z podrodziny Synaphobranchinae w obrębie rodziny Synaphobranchidae.

## Rozmieszczenie geograficzne
Do rodzaju należą gatunki występujące w wodach Oceanu Atlantyckiego i Oceanu Spokojnego.

## Morfologia
Długość ciała do 84 cm.

## Systematyka
Rodzaj zdefiniowała w 1976 roku para amerykańskich ichtiologów, Catherine Hale Robins i Douglas M. Martin, w artykule poświęconym nowym rodzajom i gatunkom węgorzy z rodziny Synaphobranchidae wraz z analizą podrodziny Dysomminae, opublikowanym w czasopiśmie Proceedings of the Academy of Natural Sciences of Philadelphia. Gatunkiem typowym jest (oryginalne oznaczenie (również monotypowe)) H. texis.

### Etymologia
Haptenchelys: gr. ἁπτω hapto ‘dołączyć, zapiąć’; εγχελυς enkhelus ‘węgorz’.

### Podział systematyczny
Do rodzaju należą następujące gatunki:
- Haptenchelys parviocularis Tashiro & Shinohara, 2014
- Haptenchelys texis Robins & Martin, 1976